# Burkillanthus malaccensis
Espèce
Classification phylogénétique
Statut de conservation UICN

 VU  : Vulnérable
Burkillanthus malaccensis est une espèce de plantes à fleurs du genre Burkillanthus de la famille des Rutaceae, originaire de Sumatra et jadis présent dans le Sarawak (Malaisie) dont il a disparu (un seul spécimen collecté en 1961). C'est un arbre et c'est l'unique espèce de son genre.

## Taxonomie
Burkillanthus malaccensis (Ridl.) Swingle a été publié en 1938 et 39. Le nom est admis.
Swingle crée le genre Burkillanthus mais il se fonde entièrement sur la description de Ridley (1922) de Citrus malaccensis. Burkill en 1931 écrit à son sujet : «Les caractères de cette plante extrêmement intéressante n'ont pas été mis en évidence. Il a été récolté en 1893 deux fois à l'intérieur du Territoire de Malacca, [ ] Derry l'a obtenu avec des fleurs en janvier et Goodenough avec des fruits en juillet. La localité de Derry est donnée comme Bukit Sedanan; Goodenough est comme Nyalas : ces endroits sont distants de 6 à 8 milles». La plante avait été introduite aux USA en sous forme de graine en 1941 par Burkill qui était directeur du Jardin botanique de Singapour. Le genre lui doit son nom.
Swingle (1939) le considère «comme représentant un développement évolutif rapide d'une forme ancestrale beaucoup plus simple qui ressemblait probablement un peu à une espèce de Pleiospermium à 1 3 folioles», ce qui lui évoque les genres apparentés Swinglea aux Philippines, Merrillia de l'archipel malais et de Sumatra...«évolution divergente rapide aboutissant non pas à un groupe d'espèces ou de genres mais, dans chaque cas, à un seul genre monotypique aberrant».

### Nom commun
En malais Rumutuat, en anglais: Malay ghostlime (lime fantôme malaise).

## Morphologie
C'est un arbre d'environ 15 m de haut à tiges multiples d'environ 12 cm de diamètre, tronc et branches épineux. La feuille est composée, folioles opposées à long pétiole ailé. Les fleurs bisexuées, pédoncule d'environ 10 cm de long, à 5 pétales et 5 sépales distincts et 10 étamines à filamenteuses.
Le fruit est une baie charnue au péricarpe épais et dur, 5 loges, nombreuses graines.

## Habitat
L'habitat est les berges humides et les reliefs des forêts primaires et secondaires.

## Utilité
La plante est sensible à Liberibacter asiaticus Huanglongbing.
Le pouvoir bactéricide de l'extrait de B. malaccencis a été démontré (2022) pour Staphylococcus aureus, Escherichia coli et Pseudomonas aeruginosa avec les concentrations minimales inhibitrices de 250–500 - 250 µg/mL. L'extrait chloroformique potentialise l'imipénèm contre les Acinetobacter baumannii résistants à l'imipénèm.